# Новосёловка (Свердловская область)
Новосёловка — деревня в Тавдинском городском округе Свердловской области России.

## Географическое положение
Деревня Новосёловка муниципального образования «Тавдинском городском округе» Свердловской области расположена в 15 километрах (по автотрассе в 19 километрах) к югу от города Тавда, на левом берегу реки Каратунка (правый приток реки Тавда).

## Население
| 2002 | 2010 |
| ---- | ---- |
| 0    | →0   |